# Križevačka konkatedrala
Konkatedrala sv. Križa je konkatedrala Bjelovarsko-križevačke biskupije, a nalazi se u Križevcima. Jedna je od najstarijih crkava kontinentalne Hrvatske i najstarija crkva u Križevcima.
Spominje se već 1232. godine. Bila je sagrađena izvan zidina donjeg grada Križevaca. Dograđivana je tijekom stoljeća. Iz najranije faze ostao je bočni portal iz 14. stoljeća i manje monofore. Postojeći izgled potječe s kraja 15. stoljeća. Pojedini dijelovi imaju elemente kasne gotike, renesanse i baroka. Temeljito je obnovljena 1913. godine po nacrtu arhitekta Stjepana Podhorskog, kao jedan od prvih spomenika u Hrvatskoj restauriran po načelima prezentacije svih stilskih slojeva.
Tijekom povijesti bila je župna crkva, jedno vrijeme i zatvor, skladište, sklonište vojnika. Od uspostave Bjelovarsko-križevačke biskupije 2009. godine, postaje konkatedrala biskupije.
Posebna vrijednost je mramorni oltar sv. Križa iz 1756. godine rad ljubljanskog kipara talijanskog porijekla Francesca Robbe. Nekada je taj oltar bio u zagrebačkoj katedrali, ali je nakon njene obnove odudarao od ostatka inventara pa je zalaganjem Križevčana na kolima prebačen u Križevce. Oltar je remek-djelo kiparstva kasnog baroka i izuzetno vrijedan spomenik crkvene umjetnosti. Isklesan je od trobojnog mramora – crnog, žutog i bijelog. Glavni motiv je Raspeti Krist, s lijeve strane je motiv Mojsija sa zmijom, a desno Abrahamove žrtve. Primjećuje se dvosmjerni kontrast u oblikovanju posve glatkih, velikih, mekanih, zaobljenih ploha kao zatvorenih oplošja prema otvorenim, reljefno bogatim oplošjima s bogatom igrom svjetla i sjene.
Crkvu spominje i Antun Gustav Matoš u svom putopisu "Oko Križevaca".
Vjeruje se, da se u crkvi održao Krvavi sabor križevački, povijesni događaj koji se dogodio 27. veljače 1397., u kojemu je tadašnji hrvatsko-ugarski kralj Žigmund, na prijevaru pobio hrvatskog bana i prisutno plemstvo. Tu temu prikazuje slika hrvatskog slikara Otona Ivekovića, koja se nalazi u crkvi.

## Također pogledajte
- Crkvena umjetnost u Hrvatskoj
- Crkvena arhitektura u Hrvatskoj
- Bjelovarska katedrala
- Križevačka grkokatolička katedrala